# Olympische Sommerspiele 1996/Teilnehmer (Seychellen)
| Gelbes Symbol für Goldmedaillen mit stilisierten Olympischen Ringen | Graues Symbol für Silbermedaillen mit stilisierten Olympischen Ringen | Braundes Symbol für Bronzemedaillen mit stilisierten Olympischen Ringen |
| ------------------------------------------------------------------- | --------------------------------------------------------------------- | ----------------------------------------------------------------------- |
| —                                                                   | —                                                                     | —                                                                       |

Die Seychellen nahmen bei den Olympischen Sommerspielen 1996 in Atlanta zum vierten Mal an Olympischen Sommerspielen teil. Die Mannschaft bestand aus neun Teilnehmern, acht Männern und einer Frau. Sie starteten in neun Wettbewerben in fünf Sportarten, konnten aber keine Medaille gewinnen. Der jüngste Teilnehmer war der Schwimmer Kenny Roberts mit 18 Jahren und 72 Tagen, der älteste war der Boxer Rival Cadeau mit 32 Jahren und 69 Tagen. Cadeau wurde zudem die Ehre zuteil, während der Eröffnungsfeier am 19. Juli 1996 die Fahne der Seychellen in das Olympiastadion zu tragen.

## Teilnehmer
| Name           | Alter | Geschlecht | Sportart       | Resultat(e)                              |
| -------------- | ----- | ---------- | -------------- | ---------------------------------------- |
| Steven Baccus  | 18    | männlich   | Gewichtheben   | Platz 18 im Leicht-Schwergewicht         |
| Jonathan Barbe | 19    | männlich   | Segeln         | Platz 44 im Windsurfen                   |
| Rival Cadeau   | 32    | männlich   | Boxen          | Platz 5 im Leicht-Mittelgewicht          |
| Allan Julie    | 19    | männlich   | Segeln         | Platz 38 im Finn-Dinghy                  |
| Beryl Laramé   | 23    | weiblich   | Leichtathletik | Platz 37 in der Weitsprung-Qualifikation |
| Gerry Legras   | 30    | männlich   | Boxen          | Platz 9 im Leicht-Weltergewicht          |
| Paul Nioze     | 29    | männlich   | Leichtathletik | Platz 39 in der Dreisprung-Qualifikation |
| Roland Raforme | 29    | männlich   | Boxen          | Platz 17 im Leicht-Schwergewicht         |
| Kenny Roberts  | 18    | männlich   | Schwimmen      | Platz 52 über 100 Meter Freistil         |